# اسکار گودمن
اسکار گودمن (انگلیسی: Oscar Goodman؛ زادهٔ ۲۶ ژوئیهٔ ۱۹۳۹) سیاستمدار آمریکایی حزب دموکرات است که بعدها به یک سیاستمدار مستقل تبدیل شد. وی مابین سال‌های ۱۹۹۹ تا ۲۰۱۱ شهردار لاس وگاس بود. همسر او از سال ۲۰۱۱ جانشین او در شهرداری لاس وگاس شد.
از فیلم‌هایی که وی در آن‌ها نقش داشته است، می‌توان به ساعت شلوغی ۲ (در نقش خودش) اشاره نمود که البته در نسخهٔ نهایی اکران، صحنه‌های مربوط به او حذف شد.